# Roxane Knetemann
Roxane Knetemann (ur. 1 kwietnia 1987 w Alkmaarze) – holenderska kolarka szosowa i torowa, dwukrotna medalistka mistrzostw świata.

## Kariera
Największy sukces Roxane Knetemann osiągnęła w 2013 roku, kiedy wspólnie z koleżankami z zespołu Rabobank Women zdobyła srebrny medal w drużynowej jeździe na czas na mistrzostwach świata we Florencji. Wielokrotnie zdobywała medale torowych mistrzostw kraju, w tym złote w madisonie w latach 2010 i 2012. Nie brała udziału w igrzyskach olimpijskich.
Jest córką byłego holenderskiego kolarza, Gerriego Knetemanna.